# Lumbricillus rubidus
Lumbricillus rubidus är en ringmaskart som beskrevs av Finogenova och Streltsov 1978. Lumbricillus rubidus ingår i släktet Lumbricillus och familjen småringmaskar. Inga underarter finns listade i Catalogue of Life.